# آدانه
آدانه (به لاتین: Adéane) یک منطقهٔ مسکونی در سنگال است که در Ziguinchor Department واقع شده‌است. آدانه ۲٬۱۱۵ نفر جمعیت دارد.